# Ерназарский сельский округ
Ерназа́рский се́льский окру́г (каз. Ерназар ауылдық округі) — административная единица в составе Жамбылского района Жамбылской области Казахстана.
Административный центр — село Ерназар.

## История
В 1989 году существовал как Ерназарский сельсовет в составе одного населённого пункта — села Ерназар.
В периоде 1991—1998 годов Ерназарский сельсовет был преобразован в Ерназарский сельский округ согласно реформам административно-территориального устройства Республики Казахстан.

## Население
| Численность населения | Численность населения | Численность населения |
| 1989                  | 1999                  | 2009                  |
| --------------------- | --------------------- | --------------------- |
| 1793                  | ↗1962                 | ↘1633                 |

## Состав
| № | Населённый пункт | Тип населённого пункта       | Население, 1989 | Население, 1999 | Население, 2009 |
| - | ---------------- | ---------------------------- | --------------- | --------------- | --------------- |
| 1 | Ерназар          | село, административный центр | 1 793           | ↗1 962          | ↘1 633          |